# Rozmowy nocą
Rozmowy nocą – polska komedia romantyczna w reżyserii Macieja Żaka.
Film kręcono od 25 sierpnia 2007 roku do 31 stycznia 2008 roku w Warszawie. Premiera filmu miała miejsce 14 lutego 2008.

## Fabuła
Główna bohaterka, Matylda, zajmuje się lepieniem aniołów. Marzy o tym, żeby mieć dziecko. Niestety, ma problem ze stałymi związkami. Pewnego dnia postanawia, że znajdzie dawcę nasienia – mężczyznę, z którym spędzi noc, zajdzie w ciążę i nigdy więcej go nie spotka. W tym celu daje ogłoszenie do prasy. Odpowiada na nie Bartek, samotny trzydziestolatek, szef kuchni i autor książek kucharskich.

## Obsada
- Marcin Dorociński – Bartek
- Magdalena Różczka – Matylda
- Michał Piela – Misiek
- Weronika Książkiewicz – Weronika
- Joanna Żółkowska – matka Bartka
- Arkadiusz Jakubik – radiowiec
- Sambor Czarnota – Max
- Roma Gąsiorowska – Karolina
- Tomasz Sapryk – instruktor w szkole rodzenia
- Andrzej Strzelecki – dawca
- Jacek Braciak – ginekolog
- Jakub Wesołowski – Krzysiek
- Wojciech Walasik – kierownik sali